# Scinax melanodactylus
Espèce
Scinax melanodactylus est une espèce d'amphibiens de la famille des Hylidae.

## Répartition
Cette espèce est endémique du Brésil. Elle se rencontre dans les régions côtières du Nord de l'Espírito Santo au Sergipe.

## Publication originale
- Lourenço, Luna & Pombal, 2014 : A new species of the Scinax catharinae group (Anura: Hylidae) from northeastern Brazil. Zootaxa, no 3889, p. 259–276.